# Arantia latifolia
Arantia latifolia är en insektsart som beskrevs av Karsch 1890. Arantia latifolia ingår i släktet Arantia och familjen vårtbitare. Inga underarter finns listade i Catalogue of Life.